# Marigny-lès-Reullée
Marigny-lès-Reullée är en kommun i departementet Côte-d'Or i regionen Bourgogne-Franche-Comté i östra Frankrike. Kommunen ligger i kantonen Beaune-Sud som tillhör arrondissementet Beaune. År 2022 hade Marigny-lès-Reullée 214 invånare.

## Befolkningsutveckling
Antalet invånare i kommunen Marigny-lès-Reullée
Referens:INSEE